# Offen Group

CPO Genova der Reederei Offen

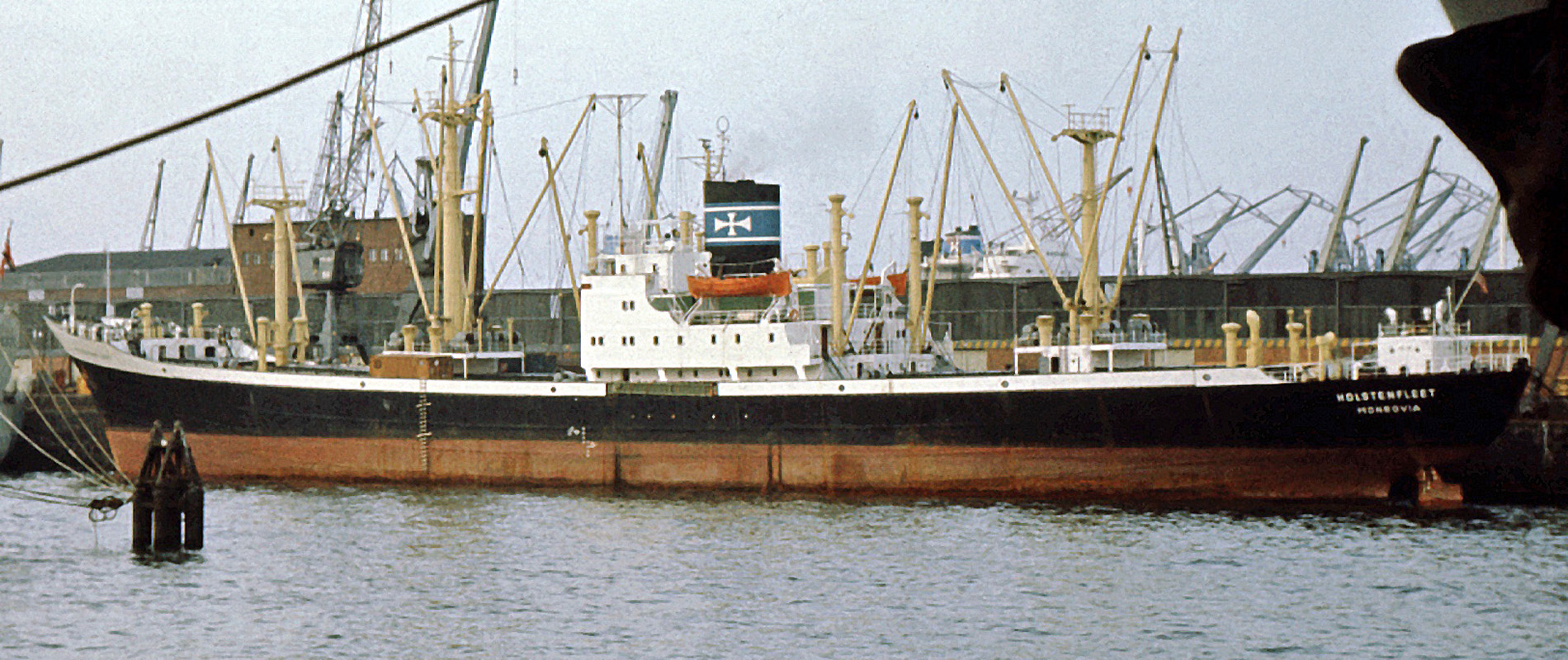
Holstenburg 1975 mit den typischen Schornsteinfarben von C.-P. Offen

Die Offen Group ist eine deutsche Reederei mit Sitz in Hamburg. Das Unternehmen wurde 1971 von Claus-Peter Offen als Reederei Claus-Peter Offen GmbH & Co. KG gegründet. Claus-Peter Offen ist der jüngste Sohn des Hamburger Reeders Emil Offen.
Die Reederei betreibt eine moderne Containerschiff-Flotte (1.800 bis 14.000 TEU) mit über 50 Schiffen. Dazu gehört unter anderem auch die CPO-Italien-Klasse, sieben baugleiche Superpostpanmax-Vollcontainerschiffe mit einer Kapazität von jeweils 14.000 TEU. Die Schiffe der Reederei fahren vorzugsweise in Liniendiensten der großen Charterer wie Maersk, CMA CGM, Hapag-Lloyd oder der Mediterranean Shipping Company (MSC). Die Reederei sorgt hierbei für das technische, operative und kommerzielle Management sowie die Besetzung der Schiffe.

## Geschichte
Die Reederei Claus-Peter Offen GmbH & Co KG wurde am 9. Juni 1971 mit dem Kauf des Stückgutfrachters Annie Hugo Stinnes aus der Konzernmasse des Stinnes-Konzerns gegründet. Während die Reederei in früheren Zeiten Zweittonnage von anderen Reedereien übernahm und Auftraggeber bei der deutschen Werftindustrie war, werden die Schiffe heute vorwiegend in Südkorea bei Werften wie Hyundai Heavy Industries in Ulsan, Daewoo Shipbuilding & Marine Engineering in Busan oder Samsung Heavy Industries in Koje gebaut.
Seit 2007 engagierte sich das Unternehmen zusätzlich in der Chemikalien- und Produkten-Tankfahrt sowie der Bulkschifffahrt. Die Reederei betrieb unter anderem acht Spezialtanker à 36.000 dwt sowie acht Spezialtanker à 52.000 dwt, daneben vier Massengutfrachter der Capesize-Klasse.
2015 wurde die Reederei Claus-Peter Offen als Vorbereitung für neue Geschäftsfelder auf dem internationalen Kapitalmarkt zur "Offen Group" umstrukturiert. Aus der Reederei Claus-Peter Offen wurde die „CPO Containerschiffreederei“. Die Offen Group umfasst nunmehr die Claus-Peter Offen Tankschiffreederei, Claus-Peter Offen Bulkschiffreederei, CPO Containerschiffreederei sowie die CPO Crewing.
Im März 2017 übernahm die Reederei Claus-Peter Offen die in München ansässige Conti Unternehmensgruppe einschließlich deren Anteile an der Bremer Bereederungsgesellschaft. Von der Übernahme nicht betroffen waren die von der Conti Unternehmensgruppe gehaltenen Anteile an der in Buxtehude ansässigen NSB Niederelbe Schiffahrtsgesellschaft.
Ende April 2019 verkaufte Offen seine Tanksparte an die Bremer Zeaborn-Gruppe. Mit dem Verkauf der Claus-Peter Offen Tankschiffreederei (CPO Tankers) will sich die Gruppe laut DVZ ganz auf den Besitz und den Betrieb von Containerschiffen der Post-Panamax-Kategorie fokussieren.
Am 1. September 2020 verkaufte Offen das Tochterunternehmen Bremer Bereederungsgesellschaft mbH & Co. KG im Rahmen eines Management Buyouts an den langjährigen Geschäftsführer und Mitgesellschafter Joachim Zeppenfeld.